# Antonio de Zamora
Antonio de Zamora (Madrid, 1 de noviembre de 1660 - Ocaña, 7 de diciembre de 1727) fue un dramaturgo español del posbarroco, recientemente revalorizado por la crítica.

## Biografía
Su familia era de la baja nobleza y venida a menos: el padre fue Manuel de Zamora Hita y la madre Ana María de Cuterillo Gallo, madrileños. Aunque Antonio fue uno más entre los catorce hijos que llegaron a tener, se pudo reunir lo suficiente para que estudiara en el Colegio Imperial de los jesuitas en Madrid, donde ingresó en la Congregación de Nuestra Señora de la Anunciata. Más tarde siguió en el Colegio Mayor de San Ildefonso de la Universidad de Alcalá de Henares, algo necesario para aspirar a algún puesto en la administración real. En efecto, entró como meritorio en el Consejo de Indias, en 1684, y fue aceptado. Ya por entonces escribía versos para academias y tertulias y de ahí pasó a la escritura dramática. En los carnavales de 1687 estrenó la que es su primera pieza teatral conservada, la comedia de figurón Don Domingo de don Blas, o no hay mal que por bien no venga. De apariencia escasa y canija, en el vejamen de una academia se lo presenta así:

¿Quién es aquel tan delgado que parece argumento de Metafísica, pues cada acción es una agudeza y cada movimiento es una sofistería, todo espíritu nada cuerpo, por ser forma sin materia?

En 1689 era ya oficial de la Secretaría de Indias en la parte o sección de Nueva España. Entabló amistad con el dramaturgo Francisco Bances Candamo, a quien sustituyó como poeta oficial de la Corte desde 1694; en 1696, el Ayuntamiento de Madrid le encargó la composición de los Jeroglíficos para el túmulo de la reina madre doña Mariana, en las exequias que celebró, a 19 de mayo, en el convento de Santo Domingo el Real. En 1698 llegó a ser gentilhombre de cámara del rey Carlos II, y además fue oficial de la Secretaría de Nueva España.
El Ayuntamiento le encomendó además las inscripciones para el catafalco de este rey en la referida iglesia, y compuso la Fúnebre numerosa descripción de estas Exequias, toda en verso, como ya lo indica su afectado título. Y, en fin, para las honras del serenísimo señor Luis de Borbón, príncipe heredero de Francia, padre de Felipe V, escribió por igual comisión los Jeroglíficos el año de 1711. Como dramaturgo, se dedicó fundamentalmente a refundir piezas del barroco, en especial de Pedro Calderón de la Barca, cuya retórica supo apropiarse con asombrosa fidelidad.
Fervoroso partidario de los Borbones durante la Guerra de Sucesión, tuvo que esconderse de los proaustriacos. Celebró la entrada de Felipe V en Madrid con el auto sacramental El pleito matrimonial del cuerpo y el alma (1701), que ampliaba otro precedente de Pedro Calderón de la Barca; también celebró este acontecimiento en un romance heroico titulado Epinicio métrico, Prosphonema numeroso. La zarzuela Todo lo vence el amor fue compuesta para celebrar el nacimiento de Luis I en 1707 y se representó en el Coliseo del Buen Retiro con música de Antonio de Literes; su dramma musical Angélica y Medoro fue representado con motivo de la boda del luego malogrado don Luis. En 1722, reunió y publicó una colección de sus piezas con el título de Comedias nuevas. Se muestra en este repertorio como un seguidor de la escuela calderoniana, refundiendo muchas comedias del XVII y anunciando ya el popularismo de Ramón de la Cruz.
Cultivó los géneros dramáticos habituales entonces: comedias religiosas y de santos (Judas Iscariote, El lucero de Madrid y divino labrador san Isidro, La honda de David), comedias históricas (Cada uno es linaje aparte, La doncella de Orleans (sobre Juana de Arco), La defensa de Tarifa, La destrucción de Tebas) y comedias de figurón, donde destacó especialmente por Don Domingo de don Blas y Don Bruno de Calahorra, pero sobre todo por El hechizado por fuerza, estrenada en 1698 y una de sus comedias más famosas, donde se satiriza al necio Don Claudio; en ella, y al estilo de Molière, dibuja un personaje que posee más vicios que virtudes, comunes a una clase social poderosa por economía, rango y su presunta superioridad moral; en la obra, su negativa a casarse impide de rebote el matrimonio de su hermana, y su actitud prepotente, prejuiciosa y caprichosa trae de cabeza a sus sirvientes, sus amigos y su médico. Al resto de los personajes que le rodean no les queda otro remedio que urdir una trama de engaños en la que le hacen creer que está hechizado y que morirá si no se casa y deja que se consuma un candil de aceite sin reponérselo (escena tan popular que llegó a pintarla Francisco Goya alrededor de 1798). Para ello se sirven de todos los medios a su alcance. Fue la obra más famosa de su época y estuvo reponiéndose durante siglo y medio.
Otra de sus obras de más éxito fue No hay plazo que no se cumpla ni deuda que no se pague y Convidado de piedra, que trata de la leyenda de don Juan, pieza menos sutil que la de Tirso de Molina y algo más realista que la de José Zorrilla, pues no deja el final abierto a la duda como este. Se estuvo representando durante las fiestas de difuntos de todos los años hasta que fue sustituida por la obra de Zorrilla.
A Zamora le atrajeron además los temas costumbristas y fantásticos (dentro de estos últimos, fue muy popular su comedia de magia El mágico de Salerno). Cultivó asimismo la zarzuela, que él llamaba dramma musical; su libreto para Viento es la dicha de amor tenía música de José de Nebra; para este tipo de obras prefirió los temas mitológicos.
Sus obras dramáticas, con el título de Comedias nuevas, se editaron en 4 vols. en Madrid, 1722 (Comedias Nuevas con los mismos saynetes con que se executaron) y Madrid, 1744 (Comedias de don Antonio de Zamora gentil-hombre que fue de la casa de su magestad, y su oficial de la Secretaría de Indias, parte de Nueva España). Sus entremeses representan una transición hacia el populismo de los de Ramón de la Cruz, y entre ellos destacan Las bofetadas, Los gurruminos y las gurruminas, Pleito de la dueña y el rodrigón, y los bailes El amor buhonero y El juicio de Paris, todos ellos logrados apuntes escénicos llenos de gracia y sátira; pueden encontrarse en la Colección de entremeses de Emilio Cotarelo.

## Ediciones
- Comedias nuevas, con los mismos sainetes con que se ejecutaron así en el Coliseo del Sitio Real del Buen Retiro, como en el Salón de Palacio y Teatros de Madrid, Madrid, 1722. Contiene: Todo lo vence el amor,Mazariegos y Monsalves, Los gurruminos, Los pares y nones, El hechizado por fuerza, El jarro, La Perinola, El Custodio de la Hungría, El pleito de la dueña y el rodrigón, Los toques de guerra, La doncella de Orleans, Los apodos, La gitanilla, Áspides hay basiliscos, El barquillero, El baratillo, Judas Iscariote, Las bofetadas, El cometa, Siempre hay que envidiar amando, Las gurruminas y El bobo de Coria.
- Comedias..., t. I, Madrid, 1744. Contiene Todo lo vence el Amor, Mazariegos y Monsalves, El hechizado por fuerza, El custodio de la Hungría, La doncella de Orleans, Áspides hay basiliscos, Judas Iscariote, Por oír misa y dar cebada, nunca se perdió jornada y Siempre hay que envidiar amando.
- Ameno jardín de comedias, Madrid, 1734, contiene: Amor es quinto elemento, Con bellezas no hay venganzas, Con música y por amor, Desprecios vengan desprecios, Don Bruno de Calahorra, o el indiano perseguido, Matarse por no morirse, No muere quien vive en Dios, san Mauricio, Muerte en amor es ausencia, Quitar de España con honra el feudo de cien doncellas, El templo vivo de Dios, Victoria por el amor, La defensa de Tarifa y Blasón de los Guzmanes, La destrucción de Tebas, Vengar con el fuego el fuego y el fuego de Meleagro y Los esdrújulos
- Comedias..., t. II, Madrid, 1744, contiene: Amar es saber vencer, y el arte contra el poder, Viento es la dicha de amor, Duendes son alcahuetes, y el espíritu Foleto, primera parte, Duendes son alcahuetes, alias el Foleto, segunda parte, El lucero de Madrid, y divino labrador: san Isidro, No hay deuda que no se pague, y convidado de piedra, Cada uno es linaje aparte, y los Mazas de Aragón y Ser fino y no parecerlo.

## Obras
- Comedias Nuevas con los mismos saynetes con que se executaron, Madrid, 1722.
- Comedias de don Antonio de Zamora gentil-hombre que fue de la casa de su magestad, y su oficial de la Secretaría de Indias, parte de Nueva España, Madrid, 1744.
- El hechizado de fuerza y  El convidado de piedra publicados conjuntamente en Comedias escojidas en 1832, Imprenta de Ortega, Madrid.[1]